# National Medal of Science

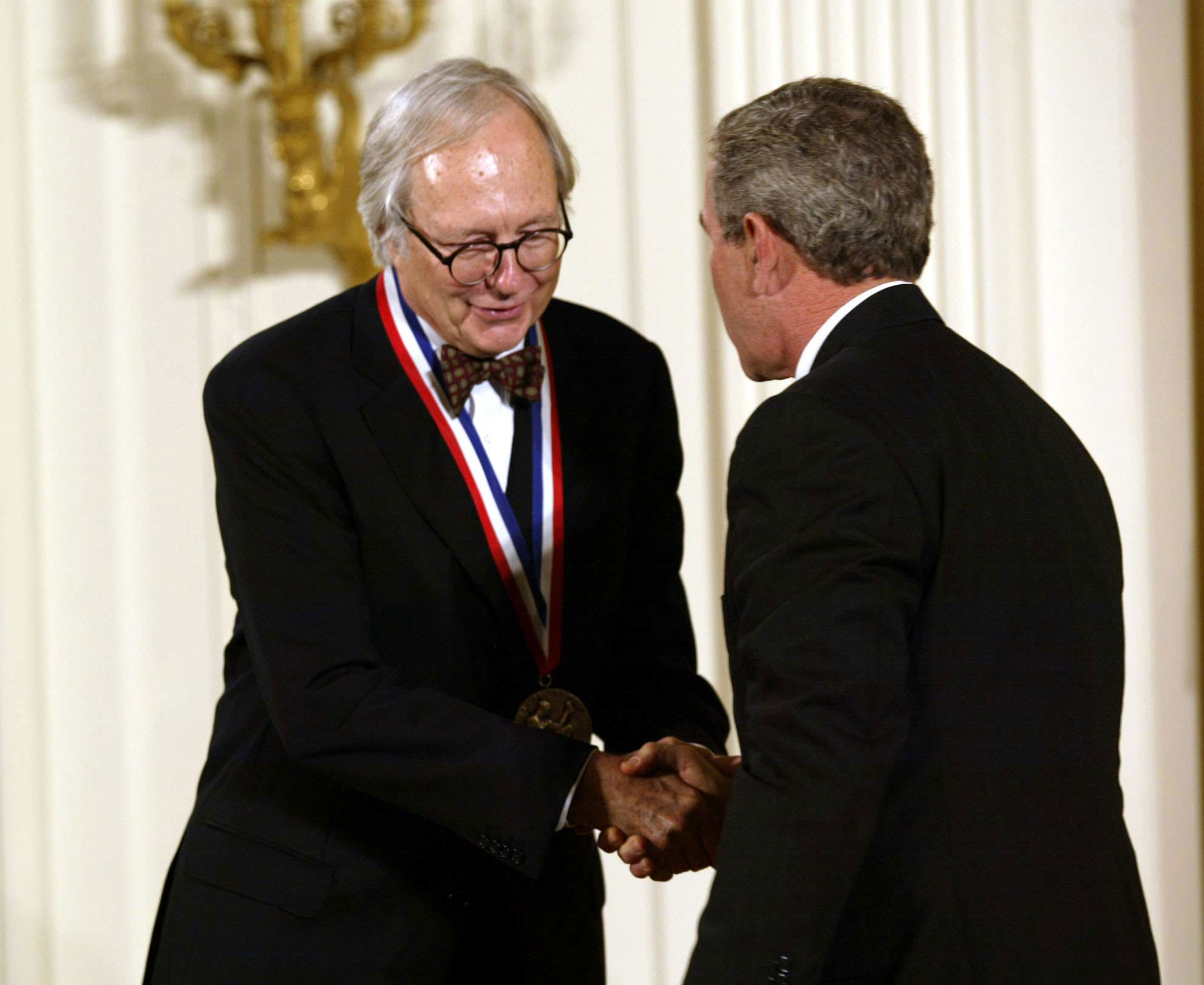
Prezydent George W. Bush wręcza medal James Darnell, 2002

National Medal of Science (pol. Narodowy Medal Nauki) – wyróżnienia przyznawane przez prezydenta Stanów Zjednoczonych naukowcom za znaczący wkład w rozwój nauk społecznych, biologicznych, chemicznych, technicznych, matematycznych i fizycznych.
Medal został ustanowiony przez Kongres Stanów Zjednoczonych 25 sierpnia 1959. Pierwsza ceremonia wręczenia wyróżnienia miała miejsce 18 lutego 1963, John F. Kennedy uhonorował wówczas Theodore’a von Kármána.

## Laureaci

### XX wiek
- 1962: Theodore von Kármán
- 1963: Luis Walter Alvarez, Vannevar Bush, Cornelis Bernardus van Niel, John R. Pierce, Norbert Wiener
- 1964: Roger Adams, Othmar Ammann, Theodosius Dobzhansky, Charles Stark Draper, Solomon Lefschetz, Neal Elgar Miller(inne języki), Harold Calvin Marston Morse(inne języki), Marshall Nirenberg, Julian Schwinger, Harold Urey, Robert Woodward
- 1965: John Bardeen, Peter Debye, Hugh Latimer Dryden(inne języki), Clarence Johnson, Leon Max Lederman, Warren K. Lewis(inne języki), Francis Peyton Rous, William Walden Rubey(inne języki), George Gaylord Simpson, Donald D. Van Slyke(inne języki), Oscar Zariski(inne języki)
- 1966: Jacob Bjerknes(inne języki), Subrahmanyan Chandrasekhar, Henry Eyring(inne języki), Edward F. Knipling(inne języki), Fritz Albert Lipmann, John Willard Milnor, William C. Rose(inne języki), Claude Elwood Shannon, John H. van Vleck, Sewall Wright, Vladimir Zworykin
- 1967: Jesse Beams(inne języki), Albert Francis Birch(inne języki), Gregory Breit, Paul Cohen, Kenneth Stewart Cole(inne języki), Louis Plack Hammett(inne języki), Harry Harlow(inne języki), Michael Heidelberger, George Kistiakowsky, Edwin Herbert Land(inne języki), Igor Sikorski, Alfred Sturtevant
- 1968: Horace Albert Barker, Paul D. Bartlett(inne języki), Bernard Brodie, Detlev Bronk(inne języki), John Presper Eckert, Herbert Friedman, Jay Lush(inne języki), Nathan M. Newmark(inne języki), Jerzy Spława-Neyman, Lars Onsager, Burrhus Frederic Skinner, Eugene Paul Wigner
- 1969: Herbert Brown, William Feller, Robert J. Huebner(inne języki), Jack Kilby, Ernst Mayr, Wolfgang Panofsky(inne języki)
- 1970: Richard Brauer(inne języki), Robert Henry Dicke, Barbara McClintock, George Mueller, Albert Sabin, Allan Rex Sandage, John C. Slater(inne języki), John Archibald Wheeler, Saul Winstein(inne języki)
- 1973: Daniel I. Arnon(inne języki), Carl Djerassi, Harold E. Edgerton, Maurice Ewing, Arie Jan Haagen-Smit(inne języki), Vladimir Haensel(inne języki), Frederick Seitz, Earl Wilbur Sutherland, John Tukey, Richard T. Whitcomb(inne języki), Robert R. Wilson(inne języki)
- 1974: Nicolaas Bloembergen, Britton Chance(inne języki), Erwin Chargaff, Paul Flory, William Alfred Fowler, Kurt Gödel, Rudolf Kompfner, James V. Neel(inne języki), Linus Carl Pauling, Ralph Brazelton Peck(inne języki), Kenneth Pitzer(inne języki), James Augustine Shannon(inne języki), Abel Wolman(inne języki), Chien-Shiung Wu
- 1975: John Warner Backus, Manson Benedict(inne języki), Hans Bethe, Wernher von Braun, Shiing-Shen Chern, George Dantzig, Hallowell Davis(inne języki), Paul Gyorgy(inne języki), Sterling Hendricks, Joseph O. Hirschfelder(inne języki), William Hayward Pickering, Lewis Hastings Sarett(inne języki), Frederick Terman(inne języki), Orville Vogel(inne języki), E. Bright Wilson(inne języki)
- 1976: Morris Cohen, Kurt Friedrichs(inne języki), Peter Carl Goldmark(inne języki), Samuel Goudsmit, Roger Charles Louis Guillemin, Herbert S. Gutowsky(inne języki), Erwin Wilhelm Müller(inne języki), Keith R. Porter(inne języki), Efraim Racker(inne języki), Frederick D. Rossini(inne języki), Verner E. Suomi(inne języki), Henry Taube, George Eugene Uhlenbeck, Hassler Whitney(inne języki), Edward Osborne Wilson
- 1979: Robert H. Burris(inne języki), Elizabeth C. Crosby, Joseph Doob(inne języki), Richard Feynman, Donald Ervin Knuth, Arthur Kornberg, Emmett N. Leith(inne języki), Hermann F. Mark(inne języki), Raymond D. Mindlin(inne języki), Robert Noyce, Severo Ochoa, Earl R. Parker(inne języki), Edward Mills Purcell, Simon Ramo, John H. Sinfelt(inne języki), Lyman Spitzer, Earl Reece Stadtman(inne języki), George Ledyard Stebbins(inne języki), Paul Alfred Weiss(inne języki), Victor Weisskopf
- 1981: Philip Handler(inne języki)
- 1982: Philip W. Anderson, Seymour Benzer, Glenn W. Burton(inne języki), Mildred Cohn, F. Albert Cotton, Ed Heinemann(inne języki), Donald L. Katz(inne języki), Yoichiro Nambu, Marshall Harvey Stone, Gilbert Stork, Edward Teller, Charles H. Townes
- 1983: Howard L. Bachrach, Paul Berg, Margaret Burbidge, Maurice Goldhaber, Herman Heine Goldstine, William Hewlett, Roald Hoffmann, Helmut E. Landsberg(inne języki), George Low, Walter Munk(inne języki), George C. Pimentel(inne języki), Frederick Reines, Wendell L. Roelofs(inne języki), Bruno Rossi, Berta Scharrer(inne języki), John Robert Schrieffer, Isadore M. Singer, John G. Trump(inne języki), Richard N. Zare(inne języki)
- 1986: Solomon J. Buchsbaum(inne języki), Stanley Cohen, Horace R. Crane, Herman Feshbach(inne języki), Harry Gray(inne języki), Donald Henderson(inne języki), Robert Hofstadter, Peter Lax, Yuan T. Lee, Hans Wolfgang Liepmann(inne języki), Tung-Yen Lin(inne języki), Carl S. Marvel(inne języki), Vernon Mountcastle(inne języki), Bernard M. Oliver(inne języki), George Emil Palade, Herbert Simon, Joan Steitz(inne języki), Frank Westheimer(inne języki), Chen Ning Yang, Antoni Zygmund
- 1987: Philip Hauge Abelson(inne języki), Anne Anastasi, Robert B. Bird, Raoul Bott, Michael Ellis DeBakey, Theodor O. Diener(inne języki), Harry Eagle(inne języki), Walter Elsasser, Michael Freedman, William Summer Johnson(inne języki), Har Gobind Khorana, Paul Christian Lauterbur, Rita Levi-Montalcini, George Pake(inne języki), H. Bolton Seed, George Stigler, Walter H. Stockmayer(inne języki), Max Tishler(inne języki), James van Allen, Ernst Weber
- 1988: William O. Baker(inne języki), Konrad Bloch, David Allan Bromley(inne języki), Michael Stuart Brown, Paul Chu(inne języki), Stanley N. Cohen, Elias James Corey Jr., Daniel C. Drucker(inne języki), Milton Friedman, Joseph Leonard Goldstein, Ralph Gomory(inne języki), Willis Hawkins(inne języki), Maurice Hilleman, George W. Housner(inne języki), Eric R. Kandel, Joseph B. Keller(inne języki), Walter Kohn, Norman Ramsey, Jack Steinberger, Rosalyn Sussman Yalow
- 1989: Arnold Orville Beckman(inne języki), Richard B. Bernstein(inne języki), Melvin Calvin, Harry George Drickamer(inne języki), Katherine Esau(inne języki), Herbert Grier, Viktor Hamburger, Samuel Karlin(inne języki), Philip Leder(inne języki), Joshua Lederberg, Saunders Mac Lane, Rudolph Arthur Marcus, Harden M. McConnell(inne języki), Eugene N. Parker, Robert P. Sharp(inne języki), Donald Spencer(inne języki), Roger Sperry, Henry Stommel(inne języki), Harland G. Wood(inne języki)
- 1990: Baruj Benacerraf, Elkan R. Blout, Herbert W. Boyer(inne języki), George F. Carrier(inne języki), Allan McLeod Cormack, Mildred Dresselhaus, Karl A. Folkers, Nick Holonyak, Leonid Hurwicz, Stephen Cole Kleene, Daniel E. Koshland(inne języki), Edward B. Lewis, John McCarthy, Edwin Mattison McMillan, David G. Nathan(inne języki), Robert Pound(inne języki), Roger Revelle, John D. Roberts(inne języki), Patrick Suppes(inne języki), Edward Donnall Thomas
- 1991: Mary Ellen Avery, Ronald Breslow(inne języki), Alberto Calderón(inne języki), Gertrude Belle Elion, George H. Heilmeier(inne języki), Dudley R. Herschbach, G. Evelyn Hutchinson, Elvin A. Kabat(inne języki), Robert W. Kates(inne języki), Luna Bergere Leopold(inne języki), Salvador Edward Luria, Paul A. Marks(inne języki), George A. Miller, Arthur L. Schawlow, Glenn Theodore Seaborg, Folke K. Skoog(inne języki), Guyford Stever(inne języki), Edward C. Stone(inne języki), Steven Weinberg, Paul Charles Zamecnik
- 1992: Eleanor J. Gibson(inne języki), Allen Newell, Calvin Quate(inne języki), Eugene Shoemaker, Howard E. Simmons(inne języki), Maxine F. Singer, Howard Martin Temin, John Roy Whinnery(inne języki)
- 1993: Alfred Y. Cho(inne języki), Donald J. Cram, Val Fitch, Salome Gluecksohn-Waelsch(inne języki), Norman Hackerman(inne języki), Martin Kruskal(inne języki), Daniel Nathans, Vera Rubin
- 1994: Ray W. Clough(inne języki), John Cocke, Thomas Eisner(inne języki), George S. Hammond(inne języki), Robert King Merton, Elizabeth F. Neufeld, Albert Overhauser(inne języki), Frank Press(inne języki)
- 1995: Thomas R. Cech, Hans Georg Dehmelt, Peter Goldreich(inne języki), Hermann A. Haus(inne języki), Isabella Lugoski-Karle, Louis Nirenberg, Alexander Rich(inne języki), Roger Shepard(inne języki)
- 1996: Wallace S. Broecker(inne języki), Norman Davidson, James L. Flanagan(inne języki), Richard M. Karp, C. Kumar N. Patel(inne języki), Ruth Patrick, Paul A. Samuelson, Stephen Smale
- 1997: William K. Estes(inne języki), Darleane C. Hoffman(inne języki), Harold S. Johnston(inne języki), Marshall Rosenbluth(inne języki), Martin Schwarzschild, James Watson, Robert Allan Weinberg(inne języki), George Wetherill(inne języki), Shing-Tung Yau
- 1998: Bruce Ames(inne języki), Don L. Anderson(inne języki), John N. Bahcall, John W. Cahn(inne języki), Cathleen Synge Morawetz, Janet Rowley(inne języki), Eli Ruckenstein(inne języki), George Whitesides(inne języki), William Julius Wilson
- 1999: David Baltimore, Felix Browder(inne języki), Ronald Coifman(inne języki), James Cronin, Jared Diamond, Leo Kadanoff(inne języki), Lynn Margulis, Stuart A. Rice(inne języki), John Ross, Susan Solomon, Robert M. Solow, Kenneth N. Stevens(inne języki)
- 2000: Nancy Coover Andreasen, John D. Baldeschwieler(inne języki), Gary Becker, Yuan-Cheng B. Fung, Ralph Hirschmann(inne języki), Willis E. Lamb, Jeremiah P. Ostriker(inne języki), Peter H. Raven(inne języki), John Griggs Thompson, Karen Uhlenbeck, Gilbert White, Carl Woese

### XXI wiek
- 2001: Andreas Acrivos(inne języki), Francisco J. Ayala, George Fletcher Bass, Mario Capecchi, Marvin Cohen, Ernest R. Davidson(inne języki), Raymond Davis, Ann M. Graybiel(inne języki), Charles David Keeling, Gene Likens(inne języki), Victor Almon McKusick, C. R. Rao, Gábor A. Somorjai(inne języki), Elias Stein, Harold Elliot Varmus
- 2002: Leo L. Beranek(inne języki), John I. Brauman(inne języki), James E. Darnell(inne języki), Richard Garwin(inne języki), James Glimm(inne języki), William Jason Morgan(inne języki), Evelyn M. Witkin(inne języki), Edward Witten
- 2003: John Michael Bishop, Brent Dalrymple, Carl R. de Boor, Riccardo Giacconi, Duncan Luce, John M. Prausnitz, Solomon H. Snyder, Charles Yanofsky
- 2004: Kenneth Arrow, Norman Ernest Borlaug, Robert N. Clayton, Edwin N. Lightfoot, Stephen Lippard, Phillip Allen Sharp, Thomas E. Starzl, Dennis Sullivan
- 2005: Jan D. Achenbach, Ralph Alpher, Gordon H. Bower, Bradley Efron, Anthony Fauci, Tobin Marks, Lonnie G. Thompson, Torsten N. Wiesel
- 2006: Hyman Bass, Marvin Caruthers, Rita R. Colwell, Peter Dervan, Nina V. Fedoroff, Daniel Kleppner, Robert Langer, Lubert Stryer
- 2007: Faye Ajzenberg-Selove, Mostafa El-Sayed, Leonard Kleinrock, Robert Lefkowitz, Bert O’Malley, Charles P. Slichter, Andrew Viterbi, David Wineland
- 2008: Bernie Alder, Francis Collins, Joanna Fowler, Elaine Fuchs, James E. Gunn, Rudolf Kálmán, Michael Posner, JoAnne Stubbe, Craig Venter
- 2009: Jakir Aharonow, Stephen Benkovic, Esther M. Conwell, Marye Anne Fox, Susan Lindquist, Mortimer Mishkin, David Bryant Mumford, Stanley Prusiner, Warren M. Washington, Amnon Yariv
- 2010: Jacqueline Barton, Rudolf Jaenisch, Peter J. Stang, Shu Chien, Ralph Brinster, Richard A. Tapia, Srinivasa S.R. Varadhan
- 2011: Allen Bard, Sallie Chisholm, Sidney Drell, Sandra Faber, Sylvester James Gates, Solomon Golomb, John B. Goodenough, M. Frederick Hawthorne, Leroy Hood, Barry Mazur, Lucy Shapiro, Anne Treisman
- 2014: Bruce Alberts, Robert Axelrod, May Berenbaum, Alexandre Chorin, Thomas Kailath, Judith Klinman, Jerrold Meinwald, Burton Richter, Sean Solomon, David Blackwell (pośmiertnie)[1]